# Pandemia de COVID-19 no Paraguai
Este artigo documenta os impactos da pandemia de coronavírus de 2020 no Paraguai e pode não incluir todas as principais respostas e medidas contemporâneas.

## Linha do tempo
- 7 de março: foi divulgado o primeiro caso de infecção pelo vírus no país, sendo um homem de 32 anos que havia viajado do Equador para o Paraguai.[1]
- 10 de março: Três dias após a divulgação do primeiro caso, o governo do Paraguai anunciou a suspensão de eventos públicos em grande escala e atividades educacionais por 15 dias para impedir a propagação do coronavírus.[2]
- 15 de março: Paraguai fecha parcialmente as fronteiras e restringe circulação de pessoas.[3]
- 20 de março: Paraguai confirma primeira morte por coronavírus no país. Presidente paraguaio anunciou a prorrogação da quarentena até 12 de abril. A medida de isolamento social e toque de recolher se estende das 20:00 as 04:00 (lockdown). Só permite sair de casa para ir a mercados, farmácias e bancos.[4]
- 8 de abril: Paraguai prorroga quarentena total até 19 de abril.[5]
- 17 de abril: Paraguai prorroga quarentena total até 26 de abril.
- 24 de abril: Paraguai prorroga quarentena total até 3 de maio. A partir de 4 de maio o Paraguai adotou a chamada "quarentena inteligente", um retorno gradual às atividades de trabalho e lazer com medidas de distanciamento social e higiene.
- 4 de maio: Paraguai inicia primeira fase da ‘quarentena inteligente’. A primeira fase da flexibilização da quarentena não prevê a reaberturas das fronteiras.[6]
- 25 de maio: Paraguai inicia segunda fase da ‘quarentena inteligente’.[7].
- 15 de junho: Paraguai inicia terceira fase da ‘quarentena inteligente’.[8] Os únicos departamentos que nãopassaram para a 3ª fase são Paraguarí e Concepción, que continuarão na fase 2 (até 12 do julho). Já o distrito de San Roque González de Santacruz continuará em quarentena total, devido ao aumento descontrolado no número de contaminações (até 25 de junho).
- 20 de julho: Paraguai inicia Fase 4 da ‘quarentena inteligente’.[8] Os únicos departamentos que não passaram para a 4ª fase são Central, Alto Paraná, e a cidade de Assunção, que continuarão na fase 3, devido ao aumento no número de contaminações (até 9 de agosto).
- 29 de julho: Devido ao aumento de casos, o departamento de Alto Paraná voltou ao bloqueio no dia 29 de julho por duas semanas, com algumas autorizações da Fase 1 e o comércio habilitado entre 5h e 17h.
- 8 de agosto: Fase 3 (Quarentena Inteligente) estendida até 30 de agosto em Assunção e Departamento Central.
- 14 de agosto: Bloqueio estendido até 23 de agosto no departamento de Alto Paraná.
- 15 de agosto: Fase 4 (Quarentena inteligente) estendida até 30 de agosto no resto do país.
- 23 de agosto: Assunção e departamento Central entram em Quarentena Social (Fase 3 com mais restrições, especialmente na esfera social). O bloqueio se estendeu até 6 de setembro no departamento de Alto Paraná, com alguns abrandamentos.
- 30 de agosto: Fase 4 (Quarentena inteligente) estendida até 6 de setembro no resto do país. O departamento de Boquerón e a cidade de Carmelo Peralta (no departamento de Alto Paraguai) voltam à fase 3.
- 3 de setembro: Quarentena estendida até 20 de setembro.
- 20 de setembro: Quarentena estendida até 4 de outubro.
- 5 de outubro: Começa a "nova normalidade"
- 15 de outubro: Abertura das fronteiras terrestres com o Brasil está disponível.[9]

## Resposta governamental

### Primeiras medidas (10 de março–19 de março)
Três dias após a divulgação do primeiro caso, em 10 de março de 2020, o governo paraguaio anunciou a suspensão de eventos públicos em grande escala e atividades educacionais por 15 dias para impedir a propagação do coronavírus, em conformidade com o Decreto nº. 3442/2020. Outras medidas preventivas foram adotadas com o passar do tempo, como restrições ao comércio e movimento, suspensão de voos, fechamento de fronteiras, restrição de entrada de estrangeiros, toque de recolher e fortalecimento de controles para garantir o cumprimento das medidas.

### Lockdown (20 de março–3 de maio)
Em 20 de março de 2020, foram confirmadas a primeira morte e o primeiro caso de transmissão comunitária. O governo declarou uma quarentena total (lockdown) até 3 de maio, com a livre circulação restrita completamente. O movimento público se restringia à compra de alimentos, remédios e outros itens essenciais.
O distrito de San Roque González de Santacruz (departamento de Paraguarí) retornou à quarentena total em 9 de junho até 24 de junho, devido ao aumento descontrolado no número de contaminações.
Devido ao aumento de casos, o departamento de Alto Paraná voltou ao bloqueio no dia 29 de julho até 23 de agosto, com algumas autorizações da Fase 1 e o comércio habilitado entre 5h e 17h.

### Levantamento de algumas restrições: Quarentena Inteligente (4 de maio–4 de outubro)
A partir de 4 de maio o Paraguai adotará a chamada "quarentena inteligente", um retorno gradual às atividades de trabalho e lazer com medidas de distanciamento social e higiene. As primeiras fases da flexibilização da quarentena não prevê a reaberturas das fronteiras.  Paraguai adotou toque de recolher nocturno indefinidamente.
- 1º Fase (4 de maio-24 de maio)

Nesta primeira fase da “quarentena inteligente” estão autorizados a voltar ao trabalho funcionários da indústria, obras públicas (é civiles na primera etapa), cadeia logística e serviços que vão na casa dos clientes, como advogados, contadores, massagistas, manicures, cabeleireiros, domésticas.
Também estão liberadas as atividades físicas individuais em espaços públicos, em uma distância de até 500 metros de casa, das 6h às 8h para pessoas acima de 60 anos e das 9h às 19h de 10 a 59 anos, sempre com o uso de máscaras. Para deslocamento de veículos em supermercados, farmácias e parque, segue o esquema de rodízio de veículos pelo número da placa. O toque de recolher se estende de 21:00 às 05:00.
- 2º Fase (25 de maio-14 de junho; até 12 de julho em Concepción e Paraguarí)

Permite a abertura de todo o comércio (inclusive shoppings), a construção civil em todas as etapas, os escritórios (com 50% do pessoal), o setor cultural e artístico (sem público), os esportes profissionais (treino individual), os clubes e parques privados para atividade física individual, o setor religioso (batismo e casamento, ou o equivalente nas diferentes religiões, com até 10 pessoas). O limite de idade considerada vulnerável passa de 60 para 65 anos. Ou toque de recolher é igual à fase 1.
- 3º Fase (15 de junho-19 de julho, até 20 de agosto em Alto Paraná, até 30 de agosto em Assunção e Central, em setembro em partes do Chaco)

Com a 3ª fase ficam liberadas a volta do setor gastronômico (Com agendamento e seguindo protocolo sanitário), atividade física (Academias com agendamento prévio. Clubes, espaços ao ar livre para até duas pessoas), setor cultural (Autocine, autoteatro), educação superior (Provas e defesa de tese. Aulas práticas e de laboratório.) e celebrações religiosas (Até 20 pessoas com distanciamento). O toque de recolher se estende de 23:00 às 05:00 de domingo a quinta-feira, é de 00:00 às 05:00 às sextas e sábados.
- 4º Fase (20 de julho-4 de outubro em algunas áreas)

Nesta fase, o setor hoteleiro é ativado sob rigoroso protocolo sanitário, assim como o setor cultural. As celebrações religiosas (massas) podem acomodar até 50 pessoas (distância de dois metros entre cada pessoa e o registro dos participantes), além de shows/festivais de música, cinemas adequados e outras atividades no setor cultural. Eventos sociais são permitidos até 20 pessoas e reuniões sociais privadas (de preferência familiares) de até 10 pessoas. Quanto às atividades esportivas, são permitidas até 4 pessoas em qualquer esporte sem contato. Ou toque de recolher é igual à fase 3.

#### Retorno de algumas restrições
Devido ao aumento de casos, o departamento de Alto Paraná voltou ao bloqueio no dia 29 de julho por três semanas, com algumas autorizações da Fase 1 e comércio habilitado entre 5h00 e 17h00 (denominada Fase 0,5). No dia 24 de agosto, o bloqueio se estendeu até 20 de setembro no departamento de Alto Paraná, com algumas relataxões, por exemplo, o comércio habilitado até as 20h. Desde 21 de setembro, este departamento entrou em Quarentena Social.
Em 23 de agosto, Assunção e Departamento Central entram em Quarentena Social (Fase 3 com mais restrições, especialmente na esfera social, por exemplo, toque de recolher das 20h às 5h, proibição de venda de álcool à noite, viagens de longa distância suspensas nos finais de semana, individual atividade física, etc.). Em 31 de agosto, o departamento de Boquerón e a cidade de Carmelo Peralta (no departamento de Alto Paraguai) voltam à fase 3. Em 13 de setembro, os departamentos de Caaguazú e Concepción entram em Quarentena Social.

### Nova normalidade (5 de outubro–)
Desde 5 de outubro, as fases da "Quarentena Inteligente" foram deixadas para trás, para avançar para uma espécie de nova normalidade conhecida como "modo de vida coronavírus" em toda a República do Paraguai, liberando a maioria das atividades mantendo os cuidados cuidados de saúde até o surgimento de uma vacina ou cura. Isso se deve ao patamar atingido e à desaceleração do índice de infecções nas últimas semanas de setembro, embora a taxa de positividade continue bastante elevada, próxima a 30%.
A abertura do país a nível internacional já é permitida, como a abertura de fronteiras terrestres (com o Brasil, em princípio), e voos internacionais (voos bolha), embora ainda sob protocolo sanitário. Eventualmente, exceções específicas podem ser levantadas por zonas ou por um setor econômico específico, se as circunstâncias assim o exigirem.
Desde 15 de outubro, a abertura das fronteiras terrestres com o Brasil está disponível.

## Abrigos
O governo adaptou a infraestrutura existente de bases militares, armazéns, delegacias de polícia e até complexos esportivos fechados chamados "abrigos" para acomodar grandes grupos de indivíduos - que retornam do exterior (principalmente do Brasil e de países vizinhos) -incluindo mulheres grávidas, crianças menores de idade e os idosos-. O governo, no entanto, tem sido incapaz de acomodar rapidamente as centenas de migrantes que chegam às suas fronteiras.
De abril a grande parte de junho, a maioria dos casos confirmados veio de abrigos, no entanto, no final do mesmo mês, o quadro mudou, com casos comunitários (locais) prevalecendo sobre os detectados nos abrigos.
O ministro consultivo para Assuntos Internacionais da Presidência da República informou que, até o final de junho, mais de 8.000 repatriados já haviam passado por abrigos (pelo menos 10% deles com resultado positivo para coronavírus). Segundo o Centro de Coordenação Interinstitucional (CCI), então, cerca de 70 albergues e 40 hotéis 'Salud' estavam localizados em diferentes partes do país.
A maioria dessas instalações não cumpre os protocolos de saúde pública do Ministério de Saúde e Bem-Estar Social do Paraguai (MSPBS) de garantir o distanciamento social e o acesso à atenção médica. Grupos de até 160 pessoas estão alojados em quartos com beliches próximos e os espaços compartilhados não permitem uma distância física adequada.

## Crise sanitária e protestos no Paraguai
Os protestos no país se iniciaram em 4 de março de 2021, depois que manifestantes (insatisfeitos com a gestão do presidente Mario Abdo Benítez na pandemia de COVID-19) tentaram invadir a casa do presidente.
10 manifestantes foram presos.
As manifestações deixaram centenas de feridos e muitos gravemente feridos após protestos de cidadãos e saques em todo o país. Isso resultou na renúncia do ministro da Saúde, Julio Mazzoleni  e a troca do ministro da Educação, Eduardo Petta, da ministra da Mulher, Nilda Romero, e do chefe de gabinete do governo, Ernesto Villamayor.

## Impacto
A economia do Paraguai contrairá -2,5% até -5% em 2020 devido à interrupção das atividades econômicas provocadas por medidas de isolamento social para conter o coronavírus. A projeção é uma forte recuperação do Banco Central do Paraguai em dezembro de 2019, estimada em 4,1% de crescimento no ano. A nova estimativa do banco também vai além do Fundo Monetário Internacional, que projetou em meados de abril uma contração de 1,0%.

Mas o governo do presidente Mario Abdo Benítez foi fortemente criticado por não apoiar as pessoas deixadas sem renda durante a quarentena total. Sessenta e cinco por cento dos trabalhadores do Paraguai ganham a vida na economia informal e não têm acesso a benefícios durante a crise do coronavírus. O fechamento das fronteiras desde março danificou bastante as cidades fronteiriças, devido ao fato de grande parte de seus habitantes viverem do comércio fronteiriço.